# Charles Armengaud
Charles Armengaud (Oostende, 27 juli 1813 - Parijs, 21 april 1893) was een Franse industrieel ingenieur.

## Biografie
Armengauds familie was afkomstig uit Languedoc. Hij werd geboren in Oostende in het toenmalige Franse departement Leie toen zijn vader daar werkzaam was als officier in de genie. Hij studeerde in 1833 als eerste in zijn klas af aan de École des arts et métiers in Châlons-sur-Marne.
Hij maakte carrière als industrieel ingenieur en schreef verschillende boeken en artikels in dit domein, het merendeel samen met zijn oudere broer Jacques Armengaud. Hij stichtte samen met zijn broer een consultancybureau voor ingenieurs betreffende patenten.
Armengaud was ridder in het Legioen van Eer. Hij was getrouwd en had drie dochters en een zoon.

## Publicaties
- Cours de dessin linéaire appliqué au dessin des machines (1840)
- Guide manuel de l'inventeur et du fabricant

### Samen met Jacques Armengaud
- Ouvrier mécanicien
- Formulaire de l'ingénieur
- Industrie des chemins de fer
- Génie industriel
- Cours raisonné de dessin industriel